# Fidena howardi
Fidena howardi är en tvåvingeart som beskrevs av David Fairchild 1941. Fidena howardi ingår i släktet Fidena och familjen bromsar. Inga underarter finns listade i Catalogue of Life.